# Batueta
Batueta is een geslacht van spinnen uit de familie hangmatspinnen (Linyphiidae).

## Soorten
De volgende soorten zijn bij het geslacht ingedeeld:
- Batueta similis Wunderlich & Song, 1995
- Batueta voluta Locket, 1982